# Hits Unlimited
Hits Unlimited è la prima raccolta del duo di musica dance olandese 2 Unlimited, pubblicata il 3 novembre 1995 dalle etichette discografiche ZYX e Byte.
Da quest'album, l'ultimo pubblicato dalla formazione composta da Ray Slijngaard e Anita Doth, sono stati estratti i singoli Do What's Good for Me, Jump for Joy, Spread Your Love.
L'album è stato prodotto da Jean-Paul DeCoster e Phil Wilde ed è stato pubblicato, nel Benelux, con un'edizione contenente un megamix bonus. Ha riscosso un successo commerciale solo discreto rispetto alle vendite dei precedenti lavori del gruppo.

## Tracce
Benelux Edition - CD (Byte 106-2 [be,nl] / EAN 5411585251063)
CD (ZYX 20372-2)
1. Do What's Good for Me – 3:49 (Phil Wilde, Jean-Paul De Coster, Anita Danielle Doth, Ray Slijngaard)
2. No Limit – 3:30 (Phil Wilde, Jean-Paul De Coster, Anita Dels, Ray Slijngaard)
3. Get Ready for This – 3:42 (Phil Wilde, Jean-Paul De Coster, Ray Slijngaard)
4. Twilight Zone – 4:10 (Phil Wilde, Carlos Meire, June Rollocks, Jean-Paul De Coster)
5. No One – 3:26 (Phil Wilde, Jean-Paul De Coster, Anita Danielle Doth, Ray Slijngaard)
6. Jump for Joy – 3:42 (Phil Wilde, Anita Dels, Ray Slijngaard)
7. Tribal Dance – 3:40 (Phil Wilde, Xavier Clayton, Frank Martens, Ray Slijngaard)
8. The Magic Friend – 3:44 (Peter Neefs, Ray Slijngaard)
9. Workaholic – 3:33 (Phil Wilde, Phil Sterman, Lov Cook, Ray Slijngaard)
10. Let the Beat Control Your Body – 3:38 (Phil Wilde, Jean-Paul De Coster, Anita Dels, Ray Slijngaard)
11. Nothing Like the Rain – 3:59 (Peter Bauwens, Filip De Wilde, Michael Leahy)
12. Spread Your Love – 4:43 (Phil Wilde, Anita Dels, Peter Bauwens, Ray Slijngaard)
13. The Real Thing – 3:39 (Phil Wilde, Anita Daniele Doth, Peter Bauwens, Ray Slijngaard)
14. Here I Go – 3:16 (Phil Wilde, Jean-Paul De Coster, Anita Danielle Doth, Ray Slijngaard)
15. Maximum Overdrive – 3:41 (Phil Wilde, Anita Dels, Frank Martens, Ray Slijngaard)
16. Faces – 3:34 (Phil Wilde, Jean-Paul De Coster, Anita Dels, Ray Slijngaard)

Durata totale: 59:46

## Classifica
| Classifica (1995) | Posizione raggiunta |
| ----------------- | ------------------- |
| Paesi Bassi       | 4                   |
| Belgio (Fiandre)  | 5                   |
| Nuova Zelanda     | 8                   |
| Norvegia          | 22                  |
| Belgio (Vallonia) | 24                  |
| Finlandia         | 24                  |
| Regno Unito       | 27                  |

## Formazione
- Ray Slijngaard (rap)
- Anita Doth (voce)